# Paralistroscelis listrosceloides
Paralistroscelis listrosceloides är en insektsart som först beskrevs av Heinrich Hugo Karny 1907.  Paralistroscelis listrosceloides ingår i släktet Paralistroscelis och familjen vårtbitare. Inga underarter finns listade i Catalogue of Life.